# Wisi Betschart
Wisi Betschart (27 maggio 1976) è un ex sciatore alpino statunitense.

## Biografia
Betschart, originario del Lago Tahoe, debuttò in campo internazionale in occasione dei Mondiali juniores di Lake Placid 1994; esordì in Nor-Am Cup il 18 novembre 1994 a Breckenridge in slalom speciale (39º) e in Coppa del Mondo il 1º dicembre 1995 a Vail in discesa libera (64º). Ottenne il primo podio in Nor-Am Cup il 7 dicembre 1996 a Lake Louise in supergigante (2º) e il miglior piazzamento in Coppa del Mondo il 27 novembre 1998 ad Aspen nella medesima specialità (30º); sempre in supergigante conquistò l'unica vittoria in Nor-Am Cup, nonché ultimo podio (il 9 gennaio 2001 a Lake Louise), e prese per l'ultima volta il via in Coppa del Mondo, il 26 gennaio 2002 a Garmisch-Partenkirchen (57º). Si ritirò al termine di quella stessa stagione 2001-2002 e la sua ultima gara fu il supergigante dei Campionati statunitensi 2002, disputato il 15 marzo a Squaw Valley e chiuso da Betschart al 31º posto; non prese parte a rassegne olimpiche o iridate.

## Palmarès

### Coppa del Mondo
- Miglior piazzamento in classifica generale: 146º nel 1999

### Nor-Am Cup
- Miglior piazzamento in classifica generale: 21º nel 2001
- 3 podi:
  - 1 vittoria
  - 1 secondo posto
  - 1 terzo posto

#### Nor-Am Cup - vittorie
| Data           | Località    | Paese  | Specialità |
| -------------- | ----------- | ------ | ---------- |
| 9 gennaio 2001 | Lake Louise | Canada | SG         |

Legenda:

SG = supergigante

### South American Cup
- Miglior piazzamento in classifica generale: 15º nel 2002
- 2 podi:
  - 2 terzi posti